# 1991年度香港小姐競選
《1991年度香港小姐競選》（英語：Miss Hong Kong Pageant 1991）是香港電視廣播有限公司（無綫電視）舉辦的選美活動，以「全情參予，香港人嘅選美。」為主題，於1991年舉行，主要表演嘉賓包括香港歌手黎明、郭富城等，與二十名準決賽佳麗一同到瑞士拍攝外景，此屆選美比賽結果由郭藹明獲得冠軍、周嘉玲獲得亞軍、蔡少芬獲得季軍、樊亦敏獲得「最上鏡小姐」，持有機械工程學雙碩士學位的郭藹明至今仍然被大眾喻為「才貌相全的港姐冠軍」及「史上最高學歷的港姐」。

## 簡介
《1991年度香港小姐競選》由無綫電視助理總經理何定均擔任競選籌委會主席、吳雨先生擔任統籌經理，以「全情參予，香港人嘅選美。」為主題，於1991年3月至4月期間公開接受報名，持有有效身份證明文件的17至25歲未婚女性，在提名人推薦下均可報名參選，參選者需穿著泳裝面試，由無線電視行政組人員組成的評選小組負責前往美國、加拿大及澳洲，為海外報名人士進行面試評選。20名獲選者成為候選佳麗，必須參與外景拍攝工作及進行準決賽，各項表演環節的服裝及造型均由大會時裝設計師負責。

## 獎項
此屆選美比賽的獎金及獎品總值超過港幣150萬元，主要獎項包括：冠軍、亞軍、季軍、最上鏡小姐及國際親善小姐，其他獎項包括：最有心思獎、最受佳麗歡迎獎、談吐幽默獎，冠軍得主的提名人可獲得港幣10萬元獎金，並可以隨同得獎佳麗到外地進行親善訪問。此外，市民大眾亦可於指定日期內投票選出自己心目中的冠軍佳麗，選中最高票數的5名佳麗及被抽中的觀眾，可獲名貴獎品一份。

## 外景拍攝
《1991年度香港小姐競選》的外景拍攝工作由康泰旅行社負責安排行程、國泰航空負責提供航空交通服務，外景隊人數約有五十多人，包括歌手黎明和郭富城、20名準決賽候選佳麗及其他工作人員等，於1991年5月前往瑞士的琉森、英格堡高地、鐵力士峰、阿爾卑斯山及蘇黎世進行為期十天的拍攝工作，20名候選佳麗須穿著泳裝、便服及瑞士民族服裝，與黎明和郭富城合演一輯包含故事劇情的大型歌舞。由於瑞士當地的天氣寒冷及不穩定，使到外景隊的工作人員和佳麗們無所適從、叫苦連天，郭富城在雪地翻筋斗期間因休克而跌倒，尾龍骨輕微撞傷，毋須在當地醫院留醫，也沒有影響拍攝進度。拍攝歌舞劇當天為瑞士的公眾假期，吸引大批途人和遊客圍觀及拍照，部份人以為是街頭賣藝，欲給予金錢，需由工作人員協助驅散人群，附近的露天茶座因此而增加了不少生意，有侍應更暫停工作，在窗台上觀看外景隊的拍攝工作，並跟隨音樂扭動身體。適外景隊於5月23日完成拍攝工作，晚上在瑞士當地的酒店舉行慶功宴，由黎明和郭富城主持開香檳儀式，其後於5月25日返回香港，大批黎明和郭富城的歌迷、影迷到機場迎接。

## 比賽情況
《1991年度香港小姐競選》準決賽於1991年6月9日晚上8時30分在清水灣電視城舉行，翡翠台採用立體聲及麗音廣播系統進行現場直播，由陳欣健、鄭丹瑞擔任司儀；廖偉雄、吳君如、曾近榮擔任嘉賓司儀；成龍、蔣麗芸、郭志權、孫明揚、田北俊等擔任評判；蔣家驊、李美鳳、吳思遠、孫大倫等擔任最上鏡小姐評判。
「準決賽」節目分為八個部份，包括：
- 第1及第2部份名為「初會俏佳人」，20名候選佳麗穿著便裝及輕身短裙，由司儀以面試形式介紹進場；
- 第3部份名為「金曲熱浪俏嬌娃」，以沙灘為舞台背景，佳麗們穿著熱褲出場，與黃翊、曾航生、吳國敬合演趣劇；
- 第4至第6部份是泳裝環節，5名司儀與穿著泳裝的佳麗們對話，測試她們的口才和幽默感；
- 第7部份名為「麗影穿梭瑞士行」，由黎明和郭富城率領20名候選佳麗現場表演一幕輕鬆活潑的歌舞劇，歌舞劇以兩名俊男爭奪佳麗為故事題材，黎明、郭富城在劇中拿著相機為佳麗拍照獵艷，然後一起載歌載舞[24]，並採用了當時新的投映技術，將現場畫面與在瑞士拍攝的片段融為一體，營造出劇中人物穿梭外景和廠影的效果[25][26]；
- 第8部份是宣佈入圍決賽佳麗名單及頒發「最受佳麗歡迎獎」、「最上鏡小姐」、「談吐幽默獎」，以及公佈佳麗所得的分數[27]。

無綫電視表示《1991年度香港小姐競選》準決賽當晚的收視率高達九成，而亞洲電視則認為有七成多。
12名入圍決賽的候選佳麗於同年的6月23日在香港體育館 （紅磡體育館）進行決賽。決賽夜則由劉德華及張學友，聯同王祖賢演出大型歌舞，還請來周潤發任嘉賓主持考驗晉身五強佳麗的對答技巧。

## 參賽佳麗
下表列出《1991年度香港小姐競選》20位候選佳麗的編號、姓名、準決賽成績及所獲得的獎項：
| 參賽編號 | 參選時姓名 | 準決賽成績 | 晉身決賽 | 決賽名次 | 獎項                         | 參考／備註                                                                 |
| -------- | ---------- | ---------- | -------- | -------- | ---------------------------- | -------------------------------------------------------------------------- |
| 1        | 許嘉慧     | 394分      | ✓        |          |                              |                                                                            |
| 2        | 余秀芬     |            |          |          |                              |                                                                            |
| 3        | 樊亦敏     | 472分      | ✓        | 第5名    | 最上鏡小姐 ＊最有心思獎      | 當屆港姐唯一一位直至2020年代仍然演出處境喜劇                               |
| 4        | 何婉盈     | 470分      | ✓        | 第4名    |                              | 1992年成功晉身歌壇，憑經典歌《再見亦是朋友》贏得多個樂壇獎項及推出個人專輯 |
| 5        | 麥格盈     |            |          |          |                              |                                                                            |
| 6        | 龐蕙菁     | 408分      | ✓        |          |                              |                                                                            |
| 7        | 郭藹明     | 450分      | ✓        | 第1名    | 冠軍 國際親善小姐 談吐幽默獎 | 成為90年代TVB當家花旦之一，代表作《大時代》                                |
| 8        | 謝敏宜     |            |          |          |                              |                                                                            |
| 9        | 李婉儀     | 404分      | ✓        |          |                              |                                                                            |
| 10       | 施怡容     |            |          |          |                              |                                                                            |
| 11       | 周嘉玲     | 421分      | ✓        | 第2名    | 亞軍                         | 曾晉身電影圈                                                               |
| 12       | 蔡少芬     | 483分      | ✓        | 第3名    | 季軍                         | 成為90年代TVB當家花旦之一，1998年憑《天地豪情》奪得「視」獎項              |
| 13       | 楊凱斯     |            |          |          | 最受佳麗歡迎獎 ＊最有心思獎  |                                                                            |
| 14       | 何維維     | 388分      | ✓        |          | ＊最有心思獎                 |                                                                            |
| 15       | 李麗華     |            |          |          |                              |                                                                            |
| 16       | 李似白     |            |          |          |                              |                                                                            |
| 17       | 溫金鳳     |            |          |          |                              |                                                                            |
| 18       | 鄧文慧     | 392分      | ✓        |          |                              |                                                                            |
| 19       | 呂懿文     | 396分      | ✓        |          |                              |                                                                            |
| 20       | 陳盈仙     | 387分      | ✓        |          |                              |                                                                            |

＊1991年5月30日，大會安排20名候選佳麗選購父親節禮物，由香港作家及馬評人簡而清擔任評判，選出「獎最有心思獎」的得主。